# Thomas Mason (imprenditore statunitense)
Thomas Mason (Contea di Fairfax, 1º maggio 1770 – Woodbridge, 18 settembre 1800) è stato un imprenditore e politico statunitense. Figlio di George Mason IV e della sua prima moglie Ann Eilbeck, è discendente di George Mason I, uno dei Padri fondatori degli Stati Uniti.
Allevato dal reverendo Buchanan presso la piantagione di famiglia di Gunston Hall, studiò alla Fredericksburg Academy di Fredericksburg nel 1788. Successivamente fu apprendista a Alexandria presso il mercante William Hodgson, per poi mettersi in proprio con un esercizio commerciale finanziato dal padre a Richmond.
Si sposò nella piantagione di Lexington (contea di Fairfax) il 22 aprile 1793 con Sarah Barnes Hooe, figlia di Gerard Hooe e Sarah Barnes e sorella di Elizabeth Mary Ann Barnes, a sua volta moglie di George Mason V, fratello maggiore di Thomas.
Ebbe quattro figli: Elizabeth Mason, Gerard Alexander Mason (dicembre 1793 - 18 dicembre 1849), Leannah Mason Barron (1798 - 1824) e Thomas Mason (1800 - 1828).
Nel 1792, ereditò le proprietà del padre sul lato meridionale del fiume Occoquan e i diritti di sfruttamento del traghetto sul fiume stesso. Mason chiamò la piantagione Woodbridge, dal ponte di legno che fece costruire all'inventore ed ingegnere Theodore Burr nel 1795 per sostituire il traghetto. All'epoca il ponte fu inglobato nella King's Highway che connetteva Charleston a Boston ed è attualmente parte della U.S. Route 1. La piantagione rimase in mano alla Famiglia Mason fino al 1851.
Thomas Mason morì a Woodbridge all'età di 30 anni, dopo aver ottenuto il secondo mandato come membro della Virginia House of Delegates.